# Kangasala
Kangasala è un comune finlandese 32959 abitanti, situato nella regione del Pirkanmaa.
Dal gennaio 2011 ha inglobato il soppresso comune di Kuhmalahti.